# Ecuația undei
Ecuația undei este o ecuație cu derivate parțiale liniară de ordinul II, care ajută la descrierea undelor sau a câmpurilor de unde staționare (ca poziție, viteză, accelerație), cum ar fi undele mecanice (de exemplu, undele apei, undele sonore și undele seismice) sau undele electromagnetice (inclusiv undele luminoase). Ea apare în domenii precum acustica, electromagnetismul și dinamica fluidelor.